# James Francis Macbride
James Francis Macbride (1892-1976) fue un botánico estadounidense.
Trabajó en el Herbario Gray de la Universidad de Harvard

## Nombre científico
Han sido designadas en su honor: Macbridea, macbrideii, macbrideana, macbrideanum, macbrideanus

## Obras
- james f. MacBride. 1950. Natural Landscape of the United States. Popular Series: Botany 27. 47 pp.

- ----------------------. 1936. Flora of Peru.  (enlace roto disponible en Internet Archive; véase el historial, la primera versión y la última).

- ----------------------. 1925. Common Trees. Botany leaflet 11. Ed. Field Museum of Natural History. 44 pp.

- aven Nelson, james f. MacBride. 1913. Western plant studies, Parts 1-5.

- La abreviatura «J.F.Macbr.» se emplea para indicar a James Francis Macbride como autoridad en la descripción y clasificación científica de los vegetales.[1]